# Saïd Amadis
Pour les articles homonymes, voir Amadis.
 (septembre 2022).
Saïd Amadis est un acteur, chanteur et écrivain français, né le 2 juillet 1946 à Oran (Algérie française).

## Biographie
Il a entre autres tourné dans de nombreux films comme L'Union sacrée, Là-bas... mon pays, Syriana, Voyage sans retour ou encore OSS 117 : Le Caire, nid d'espions.
Actif dans le doublage, il est la voix régulière de Ving Rhames, Cedric the Entertainer, Michael Clarke Duncan et James Earl Jones.
Il a également doublé à plusieurs reprises Charles S. Dutton, Laurence Fishburne, Delroy Lindo, Keith David et Danny Glover.
Dans le domaine de l'animation, il est notamment la voix du capitaine Gantu dans les œuvres Lilo et Stitch ou encore celle du dieu sanglier Okkoto dans l'anime Princesse Mononoké.

## Théâtre
- 1970 : Le Cid de Pierre Corneille, mise en scène Roger Planchon, Lyon
- 1971 : Homme pour homme de Bertolt Brecht, mise en scène Jacques Rosner
- 1971 : La Mort de Danton de Georg Büchner, mise en scène Marcel Maréchal
- 1972 : Le Commerce de pain d'après les notes de Bertolt Brecht, mise en scène Karl et Mathias Langhof, Théâtre de la Commune[2]
- 1975 : Don Quichotte de Miguel de Cervantes, mise en scène Gabriel Garran, Festival d'Avignon
- 1978 :  Pénélope de Dany Saval et Serge Prisset, interprète le rôle d’Ulysse, comédie musicale
- 1978 : Orestie d'Eschyle, mise en scène Jean Menaud, Théâtre de la Gaîté-Montparnasse, tournée
- 1979-1980 : Les Dernières Clientes d'Yves Navarre, mise en scène Louis Thierry, Studio des Champs-Élysées
- 1979 : Coriolan de William Shakespeare, mise en scène Gabriel Garran, Festival d'Avignon, Théâtre de la Commune
- 1981-1982 : Lorenzaccio d'Alfred de Musset, mise en scène François Timmerman, Théâtre 13
- 1982 : Madame Pénélope première de Catherine Monnot, mise en scène de l'auteure
- 1982 : Les Misérables de Victor Hugo, mise en scène Robert Hossein, Palais des Sports
- 1984 : Il pleut sur le bitume de Michel Valmer et Stéphan Meldegg d’après James Hadley Chase, mise en scène Stéphan Meldegg, Théâtre La Bruyère
- 1986 : Oberon de Carl Maria von Weber, mise en scène Jean-Claude Fall, direction musicale John Eliot Gardiner, Opéra national de Lyon
- 2009-2010 : Bonté divine de Frédéric Lenoir et Louis-Michel Colla, mise en scène Christophe Lidon, Théâtre de la Gaîté-Montparnasse

## Filmographie

### Cinéma
- 1982 : Le Grand Pardon d'Alexandre Arcady : Larbi
- 1983 : Le Grand Carnaval d'Alexandre Arcady : Naouri
- 1984 : Les Fauves de Jean-Louis Daniel : Najip
- 1984 : Fort Saganne d'Alain Corneau : Amajar
- 1984 : La Tête dans le sac de Gérard Lauzier : Saïd
- 1985 : L'Amour braque de Andrzej Żuławski : Le caïd
- 1987 : Dernier Été à Tanger d'Alexandre Arcady : Karim Hussein
- 1989 : L'Union sacrée d'Alexandre Arcady : Ali Radjani
- 1989 : African Timber (de) de Peter F. Bringmann (de) : Philippe Djerdan
- 1991 : Un vampire au paradis d'Abdelkrim Bahloul : Taleb
- 1993 : L'Honneur de la tribu de Mahmoud Zemmouri : Omar El Mabrouk
- 1993 : Killer Kid de Gilles de Maistre : Buran
- 1995 : Coup de vice de Patrick Levy : Raza
- 1996 : L'Autre Côté de la mer de Dominique Cabrera
- 2000 : Là-bas... mon pays d'Alexandre Arcady : Nader Mansour
- 2001 : Les Morsures de l'aube d'Antoine de Caunes : Patron du Custom-Bar
- 2005 : Temps morts (court-métrage) d'Éléonore Weber : le père
- 2005 : Syriana de Stephen Gaghan : Reza Reyhani
- 2006 : Dix millions de centimes de Bachir Derrais
- 2006 : OSS 117 : Le Caire, nid d'espions de Michel Hazanavicius : Le ministre égyptien
- 2006 : Quelques jours en septembre de Santiago Amigorena : Le vieux banquier
- 2006 : La Situation de Philip Haas : Mayor Tahsin
- 2006 : La Nativité de Catherine Hardwicke : Tero
- 2008 : Secret défense de Philippe Haïm : Le client de Lisa
- 2009 : Human Zoo de Rie Rasmussen : Mohamed
- 2012 : Voyage sans retour de François Gérard : Le formateur
- 2013 : Hafida (court-métrage) de Loïc Nicoloff : Farid
- 2014 : La Lisière (court-métrage) de Simon Saulnier : Salim
- 2021 : Illusions perdues de Xavier Giannoli : Matifat

### Télévision
- 1986 : Danger Passion de Philippe Triboit : L'étranger
- 1988 : Un coupable de Roger Hanin
- 1990 : Embarquement pour l'enfer d'Alberto Negrin : Abul
- 1990 : Un privé au soleil, épisode Compliments de l'auteur : Saïd
- 1992 : Commissaire Moulin, épisode Le simulateur : Karim
- 1992 : Un démon sur l'épaule de Philippe Triboit
- 1992 : Coup de foudre, épisode La journaliste d'Annie Butler
- 1992 : Flash, le reporter-photographe, épisode Collection Catherine de Philippe Triboit : Brahm Barzi
- 1993 : Antoine Rives, juge du terrorisme, épisode Action Rouge de Gilles Béhat : Mahtar
- 1996 : Julie Lescaut, épisode Propagande noire de Alain Bonnot : Docteur Chedid
- 1998 : La guerre de l'eau de Marc F. Voizard et Pascal Chaumeil : Fahad
- 1998 : Navarro, épisode Pas de grève pour le crime de Gérard Marx : Tamerlan
- 2000 : La trilogie marseillaise: César de Nicolas Ribowski : Fernand
- 2000 : Navarro, épisode Esclavage moderne de Patrick Jamain : Alimane
- 2001 : Central Nuit, épisode La petite fille dans le placard de Didier Delaître : Richard
- 2001 : Navarro, épisode Une fille en flammes de José Pinheiro : Nasser
- 2001 : Largo Winch, épisode Queen of Hearts : Faisal
- 2002 : Garonne, mini-série de Claude d'Anna : Nasser
- 2002 : Joséphine, ange gardien, épisode Nadia de Laurent Dussaux : Samir Loussam
- 2003 : Navarro, épisode Marchand d'hommes de Patrick Jamain : Paza-Khan
- 2006 : Otages à Bagdad de Jean-Luc Breitenstein
- 2007 : Une famille formidable, épisode Vacances marocaines de Joël Santoni : Youssef
- 2008 : House of Saddam, mini-série : Adnan Khairallah
- 2014 : Les Petits Meurtres d'Agatha Christie saison 2, épisode Cartes sur table : Massud Shaïtana

## Doublage

### Cinéma

#### Films
- Ving Rhames dans (18 films) :
  - À tombeau ouvert (1999) : Marcus
  - Dark Blue (2003) : Arthur Holland
  - L'Armée des morts (2004) : Kenneth
  - Idlewild Gangsters Club (2006) : Spats
  - Clones (2009) : le prophète
  - Piranha 3D (2010) : le shérif-adjoint Fallon
  - Death Race 2[3] (2011) : Weyland
  - La Rivière du crime (2011) : le capitaine Langley
  - Mission impossible : Protocole Fantôme (2011) : Luther Stickell
  - Piranha 2 3D (2012) : le shérif Fallon
  - Soldiers of Fortune[3] (2012) : Grimaud Tourneur
  - Death Race: Inferno[3] (2012) : Weyland
  - Mission impossible : Rogue Nation (2015) : Luther Stickell
  - Les Gardiens de la Galaxie Vol. 2 (2017) : Charlie-27
  - Mission impossible : Fallout (2018) : Luther Stickell
  - Mission impossible : Dead Reckoning (2023) : Luther Stickell
  - The Instigators (2024) : Frank Toomey
  - Mission: Impossible - The Final Reckoning (2025) : Luther Stickell

- Cedric the Entertainer dans (8 films) :
  - Big Mamma (2000) : le révérend
  - Barbershop (2002) : Eddie
  - Barbershop 2 (2004) : Eddie
  - Be Cool (2005) : Sin LaSalle
  - Il n'est jamais trop tard (2011) : Lamar
  - Ghost Bastards (Putain de fantôme) (2013) : le Père Doug Williams
  - Barbershop: The Next Cut (2016) : Eddie
  - Sur le chemin de la rédemption (2017) : le révérend Joel Jeffers
- Delroy Lindo dans (7 films) :
  - Roméo doit mourir (2000) : Isaak O'Day
  - Braquages (2001) : Bob Blane
  - Le Dernier Château (2001) : le général Wheeler
  - Anarchy: Ride or Die (2014) : Belarius
  - Point Break (2015) : l'agent instructeur Hall
  - The Harder They Fall (2021) : Bass Reeves

- Charles S. Dutton dans (6 films) :
  - Meurtre en suspens (1995) : Huey
  - Compte à rebours mortel (2002) : Hendricks
  - Fenêtre secrète (2004) : Ken Karsch
  - The Express (2008) : Pops
  - Fame (2009) : James Dowd
  - Un homme parfait (2015) : Roger Vaughn
- Michael Clarke Duncan dans (6 films) :
  - Armageddon (1998) : Jayotis Kurleen, dit « l'Ours »
  - Mon voisin le tueur (2000) : Frankie Figs
  - La Planète des singes (2001) : le colonel Attar
  - Le Roi Scorpion (2002) : Balthazar
  - Daredevil (2003) : Wilson Fisk, alias le Caïd
  - The Island (2005) : Starkweather

- Laurence Fishburne dans (5 films) :
  - Osmosis Jones (2001) : Thrax (voix)
  - John Wick 2 (2017) : Bowery King
  - John Wick Parabellum (2019) : Bowery King
  - Ice Road (2021) : Goldenrod
  - John Wick : Chapitre 4 (2023) : Bowery King
- Keith David dans :
  - Pitch Black (2000) : l'Imam
  - Les Chroniques de Riddick (2004) : l'Imam
  - Les Chroniques de Riddick : Dark Fury (2004) : Abu « Imam » al-Walid
  - Cloud Atlas (2012) : Kupaka/Joe Napier/An-Kor Apis/Prescient

- Danny Glover dans :
  - Age of the Dragons (2011) : Ahab
  - Beyond the Lights (2014) : le capitaine David Nicol
  - Proud Mary (2018) : Benny
  - The Old Man and the Gun (2018) : Teddy Green

- James Earl Jones dans :
  - L'Exorciste 2 : L'Hérétique (1977[4]) : Kokumo âgé
  - Star Wars, épisode V : L'Empire contre-attaque (1980[5]) : Dark Vador
  - Un prince à New York 2 (2021) : le roi Jaffe Joffer

- Frankie Faison dans :
  - Les Pieds sur terre (2001) : Whitney Daniels
  - Highwaymen : La Poursuite infernale (2004) : Will Macklin
  - Adam (2009) : Harlan

- Danny Trejo dans :
  - Machete Kills (2013) : Machete Cortez
  - Zombie Hunter (2013) : Jesus
  - Out of Control (2014) : Big Biz

- Scott Glenn dans :
  - Les Pleins Pouvoirs (1997) : Bill Burton
  - Terre Neuve (2001) : Jack Buggit

- Clarence Williams III dans :
  - Le Déshonneur d'Elisabeth Campbell (1999) : George Fowler
  - Impostor (2002) : le ministre de la défense

- Afemo Omilami dans :
  - Tigerland (2000) : Ezra Landers
  - Beat Battle (2002) : le président Wagner

- Tom Lister, Jr. dans :
  - Circus (2000) : Moose
  - The Dark Knight : Le Chevalier noir (2008) : le prisonnier tatoué

- Peter Mensah dans :
  - Jason X (2001) : Jaffa
  - Hidalgo (2003) : le sergent Brodski

- Kevin Grevioux dans :
  - Underworld (2003) : Raze
  - Underworld 3 (2004) : Raze

- Yigal Naor dans :
  - Détention secrète (2007) : Abassi Fawal
  - Green Zone (2010) : Al Rawi

- Jean Betote Njamba dans :
  - Arthur et la Vengeance de Maltazard (2009) : le chef Bogos
  - Arthur 3 : La Guerre des deux mondes (2010) : le chef Bogos

- John Kani dans :
  - Ennemis jurés (2012) : le général Comminius
  - Black Panther (2018) : T'Chaka
- 1994 : The Mask : Dorian Tyrell (avec le masque) (Jeep Swenson)
- 1995 : Où sont les hommes ? : James Wheeler (Wesley Snipes)
- 1995 : L'Armée des douze singes : L.J. Washington (Frederick Strother)
- 1995 : Mort ou vif : Cheval Moucheté (Jonothon Gill)
- 1996 : L'Incroyable Voyage 2 : À San Francisco : Shadow (Ralph Waite) (voix)
- 1996 : L'Ombre blanche : Roden (Richard Gant)
- 1996 : L'Ombre et la Proie : Abdullah (Om Puri)
- 1996 : Space Jam : Monstar (Darnell Suttles) (voix)
- 1996 : Looking for Richard : lui-même (F. Murray Abraham)
- 1996 : Sombres Soupçons : l'inspecteur Dan Fredricks (Charles Hallahan)
- 1996 : Flipper : Le shérif Buck Cowan (Isaac Hayes)
- 1997 : Jackie Brown : le juge (Sid Haig)
- 1997 : Menteur, menteur : Marshall Stevens (Jason Bernard)
- 1997 : La Prisonnière espagnole : l'inspecteur Jones (Lionel Mark Smith)
- 1997 : Magic Warriors : le général Grillo (Tom Towles)
- 1997 : Double Team : Moishe (Asher Tzarfati)
- 1998 : Hors d'atteinte : Egira (Samuel L. Jackson)
- 1998 : Snake Eyes : Lincoln Tyler (Stan Shaw)
- 1999 : Austin Powers 2 : L'Espion qui m'a tirée : Mustafa (Will Ferrell)
- 1999 : Mod Squad : Carl Greene (Michael O'Neill)
- 1999 : Magnolia : Solomon Solomon (Alfred Molina)
- 2000 : Wonder Boys : Quentin Morewood (Rip Torn)
- 2000 : The Crow 3: Salvation : Brad Mercer (K. C. Clyde)
- 2001 : Le Retour de la momie : Imhotep (Arnold Vosloo)
- 2001 : Traffic : Ben Williams (James Pickens Jr.)
- 2001 : La Chute du faucon noir : Osman Atto (George Harris)
- 2001 : Ghosts of Mars : Uno (Duane Davis)
- 2001 : Bones : Jeremiah Peet (Clifton Powell)
- 2001 : Antitrust : Lyle Barton (Richard Roundtree)
- 2002 : Pinocchio : Mangefeu (Franco Iavarone)
- 2002 : Influences : le révérend Lyle Blunt (Bill Nunn)
- 2002 : Le Nouveau : Coach (Julius Carry)
- 2002 : Les Aventures de Mister Deeds : Cecil Anderson (Erick Avari)
- 2003 : Intolérable Cruauté : Ventilo Joe (Irwin Keyes)
- 2003 : En sursis : Jump Chambers (Chi McBride)
- 2003 : Le Seigneur des anneaux : Le Retour du roi : le Roi-Sorcier d'Angmar / Gothmog (Lawrence Makoare)
- 2004 : L'Effet papillon : Dr Redfield (Nathaniel DeVeaux)
- 2004 : Team America, police du monde : le chef des Tchétchènes (Phil Hendrie) (voix)
- 2004 : Street Dancers : M. Rad (Steve Harvey)
- 2004 : The Machinist : Jones (Reg E. Cathey)
- 2004 : Hôtel Rwanda : le général Austin Bizimungu (Fana Mokoena)
- 2005 : Hitch, expert en séduction : Larry (Frederick B. Owens)
- 2006 : Docteur Dolittle 3 : Jud Jones (John Amos)
- 2006 : Black Snake Moan : le révérend R. L. (John Cothran Jr.)
- 2007 : The Comebacks : Freddie Wiseman (Carl Weathers)
- 2007 : Pirates des Caraïbes : Jusqu'au bout du monde : Askay (Omid Djalili)
- 2007 : Black Snake Moan : le révérend R. L. (John Cothran Jr.)
- 2007 : Écrire pour exister : Carl Cohn (Robert Wisdom)
- 2007 : Le Royaume : Izz Al Din (Uri Gavriel)
- 2008 : Rien que pour vos cheveux : Hamdi (Sayed Badreya)
- 2009 : I Love You, Man : lui-même (Lou Ferrigno)
- 2009 : Les Cavaliers de l'Apocalypse : Tuck (Barry Shabaka Henley)
- 2010 : Inception : le vieil homme chauve (Earl Cameron)
- 2010 : Lullaby : Richard (Julian Christopher)
- 2011 : Green Lantern : Parallax (Clancy Brown) (voix)
- 2011 : La Défense Lincoln : le juge Fullbright (Reggie Baker)
- 2011 : Killer Elite : Sheikh Amr (Rodney Afif)
- 2011 : Jumping the Broom : le révérend James (T. D. Jakes)
- 2012 : The Dark Knight Rises : le prisonnier aveugle (Uri Gavriel)
- 2012 : Zero Dark Thirty : Leon Panetta (James Gandolfini)
- 2013 : Le Monde fantastique d'Oz : le maître ferblantier (Bill Cobbs)
- 2013 : Texas Chainsaw 3D : le shérif Hooper (Thom Barry)
- 2013 : La Stratégie Ender : l'amiral Chjamrajnager (Tony Mirrcandani)
- 2013 : Percy Jackson : La Mer des monstres : Polyphème (Ron Perlman) (voix)
- 2014 : Exodus: Gods and Kings : Jethro (Kevork Malikyan)
- 2015 : Jupiter : Le Destin de l'univers : Ibis (David Ajala (en))
- 2015 : The Night Before : le narrateur / le Père Noël (Tracy Morgan)
- 2016 : American Nightmare 3 : Élections : Ike Jenkins (George Lee Miles)
- 2016 : Bad Moms : le principal Burr (Wendell Pierce)
- 2017 : Sandy Wexler : ? ( ? )
- 2018 : Paul, Apôtre du Christ : Paul de Tarse (James Faulkner)
- 2020 : Hubie Halloween : le maire Benson (George Wallace)

#### Films d'animation
- 1985 : Gwen, le livre de sable : un des nomades[6],[7]
- 1996 : Le Petit Dinosaure : Voyage au pays des brumes : le narrateur
- 1997 : Princesse Mononoké : Okkoto
- 1997 : Hercule : Démétrius
- 1997 : Le Petit Dinosaure : L'Île mystérieuse : le narrateur
- 1998 : Les Merveilleuses Aventures de Crysta : Goanna
- 1998 : Fievel et le Trésor perdu : le chef Wulisso
- 1998 : FourmiZ : Barbatus
- 1998 : Le Petit Grille-pain courageux : Objectif Mars : le micro-ondes
- 2000 : La Route d'Eldorado : Zaragoza
- 2001 : Metropolis : le maire Lyon
- 2002 : Lilo et Stitch : le capitaine Gantu
- 2002 : L'Enfant qui voulait être un ours : l'esprit de la montagne et un buffle
- 2003 : Le Livre de la jungle 2 : le père de Ranjan
- 2003 : Wonderful Days : Goliath
- 2003 : Stitch ! le film : le capitaine Gantu
- 2003 : Batman : La Mystérieuse Batwoman : Carlton Duquesne
- 2004 : La ferme se rebelle : Junior le bison
- 2004 : Mickey, il était deux fois Noël : le père Noël
- 2006 : Frère des ours 2 : Goliath[n 1]
- 2006 : Leroy et Stitch : le capitaine Gantu
- 2007 : Les Trois Brigands : Grigou
- 2007 : Tous à l'Ouest : l'avocat de l'accusation
- 2009 : Coraline : le Chat noir[n 2]
- 2012-2013 : Batman: The Dark Knight Returns : Bruce Wayne / Batman[n 3]
- 2013 : La Ligue des justiciers : Le Paradoxe Flashpoint : Thomas Wayne / Batman
- 2013 : Khumba : Seko, le père de Khumba
- 2014 : Planes 2 : Windlifter
- 2016 : Cigognes et compagnie : Jasper
- 2017 : Batman et Harley Quinn : la Créature du marais
- 2017 : Les Jetson et les robots catcheurs de la WWE : Big Show
- 2017 : Justice League Dark : Swamp Thing
- 2018 : Pachaman : le chaman[6]
- 2018 : Wardi : Sidi[6],[8]
- 2018 : Les Indestructibles 2 : le juge
- 2018 : Constantine : La Cité des démons : Beroul/Nergal
- 2020 : Justice League Dark: Apokolips War : Swamp Thing

### Télévision

#### Téléfilms
- Nathaniel DeVeaux dans :
  - Une mère au-dessus de tout soupçon (1997) : l'inspecteur Stern
  - Trois vœux pour Noël (2006) : Eddie Duran

- Bill Cobbs dans :
  - Mon Père Noël secret (2013) : Ted
  - Noël au soleil (2014) : Gabriel

- 1996 : Samson et Dalila : le narrateur (Neil Robinson) (voix)
- 2000 : Un cow-boy pour père : l'inspecteur Ross (Roger Cross)
- 2003 : Le Sniper de Washington : 23 jours d'angoisse : Charles Moose (Charles S. Dutton)
- 2004 : Terreur nucléaire : Khalid/Sands (Arnold Vosloo)
- 2005 : La Force des mots : William Campbell (James Earl Jones)
- 2008 : Un été pour grandir : Mac (Hal Williams)
- 2008 : Le Poids des souvenirs : John Emory (Maury Chaykin)
- 2008 : Un raisin au soleil (en) : Bobo (Bill Nunn)
- 2009 : Impact : le général Vaughn (Michael Kopsa (en))
- 2010 : Au bénéfice du doute : Frank (Garry Chalk)
- 2013 : L'Amour au jour le jour : Baptiste (Barry Shabaka Henley)
- 2014 : A Day Late and a Dollar Short : Cecil (Ving Rhames)
- 2019 : Noël sous un ciel étoilé : Clem Marshwell (Clarke Peters)
- 2020 : Coup de foudre pour l'apprenti du Père Noël : Martin Jones (Anthony Sherwood (en))

#### Séries télévisées
- James Pickens Jr. dans (6 séries) :
  - X-Files : Aux frontières du réel (1998-2002 / 2018) : le directeur-adjoint du FBI Alvin Kersh (21 épisodes)
  - New York Police Blues (2000) : le lieutenant Joe Abner (saison 7)
  - Au cœur du pouvoir (en) (2003) : Terrance Christianson (5 épisodes)
  - Grey's Anatomy (2005-2023) : Dr Richard Webber (en) (saisons 1 à 19[n 4])
  - Private Practice (2007 / 2009) : Dr Richard Webber (saison 1, épisode 1 et saison 2, épisode 16)
  - Grey's Anatomy : Station 19 (2020-2022) : Dr Richard Webber (6 épisodes)

- Ron Canada (en) dans (6 séries) :
  - Boston Justice (2006-2008) : le juge Willard Reese (8 épisodes)
  - Madam Secretary (2016) : l'ambassadeur camerounais Jean Aissatou (saison 2, épisode 19)
  - The Good Fight (2017) : Andrew Hart (saison 1, épisodes 3 et 7)
  - Designated Survivor (2017) : le révérend Tramer Dale (saison 2, épisode 3)
  - Jack Ryan (2018) : le directeur du renseignement national Bobby Vig (saison 1, épisodes 2 et 7)
  - House of Cards (2018) : Vincent Abruzzo (saison 6)

- Charles S. Dutton dans :
  - Threshold : Premier Contact (2005) : J.T. Baylock (13 épisodes)
  - The Good Wife (2012) : le pasteur Damon (saison 3, épisode 19)
  - Zero Hour (2013) : le Père Mickle (6 épisodes)
  - Longmire (2012-2014) : l'inspecteur Fales (6 épisodes)

- Barry Shabaka Henley dans :
  - Close to Home : Juste Cause (2005-2006) : l'inspecteur Lou Drummer (9 épisodes)
  - Flashforward (2009-2010) : l'agent Shelly Vreede (13 épisodes)
  - Lie to Me (2010) : Dr Vincent Olson (saison 3, épisode 7)

- Chi McBride dans :
  - Dr House (2005) : Edward Vogler (saison 1, épisodes 4 à 18)
  - Monk (2006) : le maire Ray Nicholson (saison 5, épisode 2)
  - Hawthorne : Infirmière en chef (2011) : Garland Bryce (4 épisodes)

- Delroy Lindo dans :
  - Kidnapped (2006-2007) : Latimer King (13 épisodes)
  - New York, unité spéciale (2009) : l'inspecteur Victor Moran (saison 10, épisode 18)
  - The Chicago Code (2011) : Alderman Ronin Gibbons (13 épisodes)

- Michael Clarke Duncan dans :
  - Chuck (2008) : M. Colt (saison 2, épisode 1)
  - Bones : Leo Knox (saison 6, épisode 19)
  - The Finder (2012) : Leo Knox (13 épisodes)

- Gregory Alan Williams dans :
  - Alerte Contagion (2016) : le chef Besser (mini-série)
  - Chicago Med (2017-2021) : Bert Goodwin (10 épisodes)
  - The Righteous Gemstones (depuis 2019) : Martin Imari

- Duncan Young dans :
  - Farscape (2002-2003) : l'empereur Staleek (saison 4, épisodes 20 à 22)
  - Farscape : Guerre pacificatrice (2004) : l'empereur Staleek (mini-série)

- Grant McFarland dans :
  - Power Rangers : Force Cyclone (2003) : Sensei Kanoi Watanabe (38 épisodes)
  - Power Rangers : Dino Tonnerre (2004) : Sensei Kanoi Watanabe (épisodes 31 et 32)

- Ving Rhames dans : 
  - Kojak (2005) : le lieutenant Theo Kojak (9 épisodes)
  - Dope Thief (2025) : Bart Driscoll (mini-série)

- James Earl Jones dans :
  - Mon oncle Charlie (2008) : James Earl Jones (saison 6, épisode 11)
  - The Big Bang Theory (2014) : James Earl Jones (saison 7, épisode 14)

- Glynn Turman dans :
  - Esprits criminels (2013) : Charles Johnson (saison 9, épisode 9)
  - The Big Cigar (2024) : Walter Newton (mini-série)

- Yigal Naor dans :
  - The Honourable Woman (2014) : Shlomo Zahary (mini-série)
  - Riviera (2017-2019) : Jakob Negrescu (15 épisodes)

- John Marshall Jones dans :
  - Harry Bosch (2016-2018) : l'agent spécial Jay Griffin (12 épisodes)
  - For All Mankind (2021-2022) : Nelson Bradford (10 épisodes)

- 1996 : Loïs et Clark : Les Nouvelles Aventures de Superman : Baron Sunday (Cress Williams) (saison 3, épisode 12)
- 1998 : Une nounou d'enfer : Sammy (Ray Charles) (saison 5, épisode 17)
- 1998-2001 : First Wave : Joshua Bridges (Roger R. Cross) (27 épisodes)
- 2000-2001 : Dark Angel : James McGinnis (Robert Gossett) (4 épisodes)
- 2000-2001 : Stargate SG-1 : le général Vidrine (Steven Williams) (1re voix - saison 4, épisodes 12 et 17)
- 2001 : Les Destins du cœur : Carlo Giudici (Emilio Bonucci) (26 épisodes)
- 2001-2002 : Charmed : Bob Cowan (David Reivers) (8 épisodes)
- 2001-2004 : Division d'élite : John Exstead Sr. (Alex Rocco) (15 épisodes)
- 2002 : Ma famille d'abord : Joe Kyle, le père de Michael (Charles Robinson) (saison 2, épisode 19)
- 2002-2006 : Everwood : Irv Harper (John Beasley) (89 épisodes)
- 2003 : The Shield : Emanuel Mentoya (Rafael J. Noble) (saison 2, épisode 2)
- 2006 : Miss Marple : Ahmed Ghali (Jeffrey Kissoon) (épisode Le Mystère de Sittaford)
- 2007 : Cold Case : Affaires classées : Moses Jones (Ernie Hudson) (saison 4, épisode 14)
- 2008 : Fear Itself : Dr Wilbur Orwell (Wendell Pierce) (épisode 9)
- 2009-2010 : Dark Blue : Unité infiltrée : le capitaine Russell Maynard (Tyrees Allen) (7 épisodes)
- 2010 : Les Experts : Manhattan : Luther Devarro (Edward James Olmos) (saison 7, épisode 4)
- 2010 : Ben Hur : Sheik Ilderim (Art Malik) (mini-série)
- 2010-2013 : Borgen, une femme au pouvoir : Hans Christian Thorsen (Bjarne Henriksen) (15 épisodes)
- 2011 : Burn Notice : Joseph Kamba (Jonathan Adams) (saison 5, épisode 15)
- 2012 : Touch : le professeur Arthur Teller (Danny Glover) (7 épisodes)
- 2012 : The Listener : Abbassi Ayim (Eugene Clark) (saison 3, épisode 4)
- 2013 : Banshee : Benjamin Longshadow (Russell Means) (4 épisodes)
- 2013 : Les Feux de l'amour : Gus Rogan (Tony Todd) (14 épisodes)
- 2014-2015 : Tyrant : le général Tariq Al-Fayeed (Raad Rawi) (14 épisodes)
- 2015 : State of Affairs : le sénateur Burke (Rex Linn) (4 épisodes)
- 2015 : The Player : le juge Samuel Letts (Richard Roundtree) (épisodes 6 et 7)
- 2015 / 2018 : Killjoys : Joseph Siano (Tony Nappo (en)) (saison 1, épisode 6 puis saison 4, épisodes 1 et 6)
- 2017 : The Good Fight : Jeremiah Easton (Frankie Faison) (saison 1, épisode 8)
- 2017-2019 : Supergirl : M'yrnn J'onzz (Carl Lumbly) (15 épisodes)
- 2017-2019 : Flash : Breacher (Danny Trejo) (saison 4, épisodes 4 et 17 puis saison 6, épisode 5)
- 2018 : Magnum : Dan Sawyer (Carl Weathers) (saison 1, épisode 2)
- 2019 : Dark Crystal : Le Temps de la résistance : urGoh le Vagabond (Bill Hader) (voix)
- 2019-2021 : Le Secret de la plume : Grand-père Ernesto Reyna (Jay Santiago) (26 épisodes)
- 2020 : Her Voice : Percy (Chuck Cooper) (6 épisodes)
- 2020 : Coup pour coup (es) : Alfaad (Ahmed Boulane) (mini-série)
- 2021 : Black Lightning : le maire Billy Black (Reggie Hayes) (saison 4)
- 2021 : Harlem : Mark (David Roberts) (saison 1)
- 2021-2022 : The Equalizer : Benjamin « Big Ben » Dante (Danny Johnson) (3 épisodes)
- 2021-2022 : Crime et Justice : Nairobi (en) : ? (?)
- 2022 : Devils : Jeremy Stonehouse (Michael Nouri) (saison 2)
- 2023 : La Loi de la plus forte (en) : Emmanuel (Clifton Davis)
- 2023 : Yoh! Christmas (en) : Sam Mokoena (Sello Motloung (en))

#### Séries d'animation
- 1998 : Papyrus : Thrax (épisode 24)
- 1998 : Hercule : une des têtes d'Orthos
- 2001 : Zentrix : Omicronpsy
- 2001-2003 : Samouraï Jack : Lazzor (épisode 4), un esclave (épisode 16) et le voleur (épisode 39)
- 2003 : La Ligue des justiciers : Lex Luthor (saison 2, épisodes 5 et 6)
- 2003-2006 : Lilo et Stitch, la série : le capitaine Gantu
- 2007-2008 : Animalia : Drago
- 2008-2011 : Stitch ! : le capitaine Gantu
- 2010-2012 : Star Wars : The Clone Wars : Pre Vizsla[n 5] (1re voix, saison 2)
- 2011 : Kung Fu Panda : L'Incroyable Légende : Temutai
- 2013 : Prenez garde à Batman ! : Tobias Whale
- 2013 : Lego Star Wars : Les Chroniques de Yoda : Dark Vador (1re voix)
- 2013 : Dofus : Aux trésors de Kerubim : Dieu Ecaflip
- 2016 : Chasseurs de trolls : Les Contes d'Arcadia : Gatto
- 2016-2019 : La Garde du Roi lion : Basi
- 2020 : Scooby-Doo et Compagnie : Big Bob McAllister (saison 2, épisode 1)
- 2020 : Mages et Sorciers : Les Contes d'Arcadia : Gatto
- 2021 : What If...? : T'Chaka[n 6] (saison 1, épisodes 2 et 6)

### Jeux vidéo
- 2001 : Myst III : Exile : Atrus[n 7]
- 2009 : Cars: Race-O-Rama : Bubba

### Voix off
- Voix antenne de Piwi+ (du 17/05/2011 au 31/12/2014)

## Discographie

### Vinyles[9]
- 1976 : Milly-la-forêt - Je suis un étranger (Polydor / Disques Barclay)
- 1977 : Je veux chanter la liberté - Belle pendant l’amour (Polydor)
- 1978 : Racines - Jamaïque (Polydor)
- 1978 : Pénélope (Tréma)
- 1980 : Disco Dream (Accord / Allo Music / Musidisc)